# Gamma Coronae Borealis
Gamma Coronae Borealis (γ Coronae Borealis, förkortat Beta CrB, γ CrB), som är stjärnans Bayer-beteckning, är en dubbelstjärna i den södra delen av stjärnbilden Norra kronan. Den har en genomsnittlig kombinerad skenbar magnitud på +3,83 och är synlig för blotta ögat där ljusföroreningar ej förekommer. Baserat på parallaxmätningar i Hipparcos-uppdraget på 22,3 mas beräknas den befinna sig på ca 146 ljusårs (45 parsek) avstånd från solen.

## Egenskaper
Primärstjärnan Gamma Coronae Borealis A är en blå till vit stjärna i huvudserien av spektralklass B9 V. Den har en massa som är ca 2,5 gånger solens massa, en radie som är ca 2,8 gånger större än solens och utsänder ca 60 gånger mera energi än solen från dess fotosfär vid en effektiv temperatur på ca 7 650 K.
Gamma Coronae Borealis är en spektroskopisk dubbelstjärna och variabel av Delta Scuti-typ. Den varierar i skenbar magnitud 3,8 - 3,86 med en period av 0,03 dygn (43 minuter). Stjärnorna i paret har separerats optiskt, med en följeslagare som ligger omkring en bågsekund från primärstjärnan. De har en omloppsperiod på 91,2 år och en excentricitet på 0,48. Lutningen av banplanet är 94,5°.
Mekanismen för variabiliteten hos Gamma Coronae Borealis är inte känd. Spektroskopiska variationer med en period på 0,9 dygn har observerats, vilket matchar den sannolika rotationsperioden för stjärnan och radialhastighetsändringar ses också med en möjlig period på 0,45 dygn. Kortvariga icke-radiella pulsationer kan föras runt genom stjärnornas rotation, men orsaken till sådana pulsationer i en stjärna av denna temperatur är okänd.